# Lilium taliense
Lilium taliense är en liljeväxtart som beskrevs av Adrien René Franchet. Lilium taliense ingår i släktet liljor, och familjen liljeväxter. Inga underarter finns listade.

## Bildgalleri

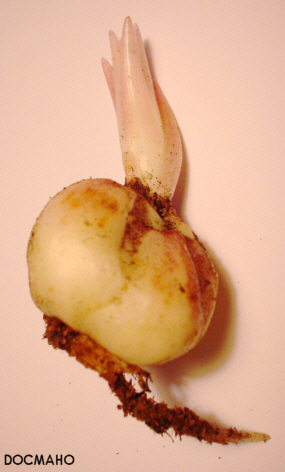
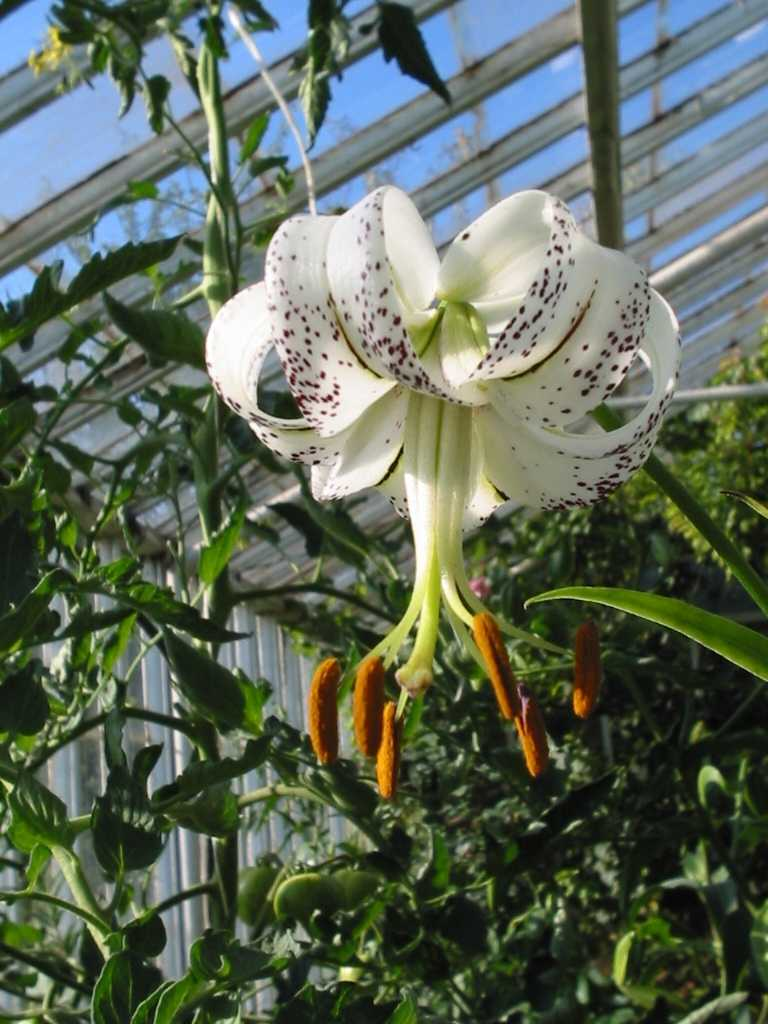